# Tenango de Doria
Tenango de Doria è un comune del Messico, situato nello stato di Hidalgo.